# Paroediceroides
Paroediceroides är ett släkte av kräftdjur. Paroediceroides ingår i familjen Oedicerotidae.
Kladogram enligt Catalogue of Life:
| Paroediceroides | \| \| Paroediceroides plumosa \| \| \| \| \| \| Paroediceroides trepadora \| \| \| \| |
|                 | \| \| Paroediceroides plumosa \| \| \| \| \| \| Paroediceroides trepadora \| \| \| \| |
|                 | Aborolobatea                                                                          |
|                 |                                                                                       |
|                 | Acanthostepheia                                                                       |
|                 |                                                                                       |
|                 | Aceroides                                                                             |
|                 |                                                                                       |
|                 | Americhelidium                                                                        |
|                 |                                                                                       |
|                 | Ameroculodes                                                                          |
|                 |                                                                                       |
|                 | Arrhinopsis                                                                           |
|                 |                                                                                       |
|                 | Arrhis                                                                                |
|                 |                                                                                       |
|                 | Bathymedon                                                                            |
|                 |                                                                                       |
|                 | Carolobatea                                                                           |
|                 |                                                                                       |
|                 | Deflexilodes                                                                          |
|                 |                                                                                       |
|                 | Finoculodes                                                                           |
|                 |                                                                                       |
|                 | Gulbarentsia                                                                          |
|                 |                                                                                       |
|                 | Halicreion                                                                            |
|                 |                                                                                       |
|                 | Hartmanodes                                                                           |
|                 |                                                                                       |
|                 | Kroyera                                                                               |
|                 |                                                                                       |
|                 | Lopiceros                                                                             |
|                 |                                                                                       |
|                 | Machaironyx                                                                           |
|                 |                                                                                       |
|                 | Monoculodes                                                                           |
|                 |                                                                                       |
|                 | Monoculopsis                                                                          |
|                 |                                                                                       |
|                 | Oediceroides                                                                          |
|                 |                                                                                       |
|                 | Oediceropsis                                                                          |
|                 |                                                                                       |
|                 | Oediceros                                                                             |
|                 |                                                                                       |
|                 | Pacifoculodes                                                                         |
|                 |                                                                                       |
|                 | Paroediceros                                                                          |
|                 |                                                                                       |
|                 | Perioculodes                                                                          |
|                 |                                                                                       |
|                 | Pontocrates                                                                           |
|                 |                                                                                       |
|                 | Rostroculodes                                                                         |
|                 |                                                                                       |
|                 | Synchelidium                                                                          |
|                 |                                                                                       |
|                 | Westwoodilla                                                                          |
|                 |                                                                                       |
|                 | Paroediceroides plumosa                                                               |
|                 |                                                                                       |
|                 | Paroediceroides trepadora                                                             |
|                 |                                                                                       |

|  | Paroediceroides plumosa   |
|  |                           |
|  | Paroediceroides trepadora |
|  |                           |